# Список українських олімпійських спортивних гімнасток
Українські гімнастки представляли незалежну Україну та брали участь в усіх Олімпійських іграх починаючи з 1996 року. У 1992 році українські спортсмени та спортсменки виступали на Олімпіаді в Барселоні в складі Об'єднаної команди. Саме у 1992 році вперше на Олімпіаді пролунав гімн України  — Тетяна Гуцу стала чемпіонкою разом із командою і в абсолютній першості, представляючи Україну. Ще дві нагороди вона виборола у двох окремих видах програми на різновисоких брусах (срібло) та колоді (бронза), ставши, таким чином, першою спортсменкою — представницею України, що здобула повний комплект олімпійських медалей. Тетяна Лисенко на Олімпіаді в Барселоні також здобула перемогу разом із командою та здобула бронзу в опорному стрибку і золото на колоді.
Лариса Латиніна, дев'ятиразова олімпійська чемпіонка зі спортивної гімнастики представляла СРСР на міжнародних змаганнях. З 1964 по 2012 роки була володаркою найбільшого числа олімпійських нагород за всю історію Олімпійських ігор — 18 (9 золотих, 5 срібних, 4 бронзових). Поліна Астахова на Олімпійських іграх здобула 10 медалей: 5 золотих, дві срібні й три бронзові. Ніна Бочарова на Олімпіаді в Гельсінкі 1952 року здобула 5 нагород. Марія Гороховська, дворазова олімпійська чемпіонка, володарка двох золотих та п'яти срібних олімпійських медалей. На Літніх Олімпійських іграх 1952 року вона виборола сім олімпійських медалей, що є найбільшою кількістю нагород, здобутих будь-якою спортсменкою впродовж однієї олімпіади .
Лілія Подкопаєва виграла в цілому 3 медалі на літніх Олімпійських іграх 1996 року. У командному заліку Україна зайняла 5-е місце у 1996 та 2000 рр., 4-те у 2004 р. та 11-те у 2008 р.
| Гімнаства            | Рік              | Золото | Срібло | Бронза | Всього |
| -------------------- | ---------------- | ------ | ------ | ------ | ------ |
| Мірабелла Ахуну      | 2004             |        |        |        | 0      |
| Голенкова Михайлівна | 2008             |        |        |        | 0      |
| Вікторія Карпенко    | 2000             |        |        |        | 0      |
| Oksana Knijnik       | 1996             |        |        |        | 0      |
| Наталія Кононенко    | 2012             |        |        |        | 0      |
| Анастасія Коваль     | 2008             |        |        |        | 0      |
| Алина Козич          | 2004, 2008       |        |        |        | 0      |
| Ірина Краснянська    | 2004, 2008       |        |        |        | 0      |
| Олена Кваша          | 2000, 2004       |        |        |        | 0      |
| Ангеліна Кисла       | 2016             |        |        |        | 0      |
| Анна Миргородська    | 1996             |        |        |        | 0      |
| Лілія Подкопаєва     | 1996             | 2      | 1      |        | 3      |
| Марина Проскуріна    | 2008             |        |        |        | 0      |
| Ольга Розщупкіна     | 2000             |        |        |        | 0      |
| Олена Шапарна        | 1996             |        |        |        | 0      |
| Ольга Щербатих       | 2004             |        |        |        | 0      |
| Любов Шеремета       | 1996             |        |        |        | 0      |
| Ольга Тесленко       | 1996, 2000       |        |        |        | 0      |
| Галина Тирик         | 2000             |        |        |        | 0      |
| Тетяна Ярош          | 2000             |        |        |        | 0      |
| Ірина Гончарова      | 2004             |        |        |        | 0      |
| Світлана Зелепукіна  | 1996             |        |        |        | 0      |
| Дарина Згоба         | 2008             |        |        |        | 0      |
| Тетяна Гуцу          | 1992             | 2      | 1      | 1      | 4      |
| Тетяна Лисенко       | 1992             | 2      |        | 1      | 3      |
| Лариса Латиніна      | 1956, 1960, 1964 | 9      | 5      | 4      | 18     |
| Поліна Астахова      | 1956, 1960, 1964 | 5      | 2      | 3      | 10     |
| Ніна Бочарова        | 1952             | 2      | 3      |        | 5      |
| Марія Гороховська    | 1952             | 2      | 5      |        | 7      |
| Стелла Захарова      | 1981             | 1      |        |        | 1      |
| Маргарита Ніколаєва  | 1960             | 2      |        |        | 2      |
| Ольга Стражева       | 1988             | 1      |        |        | 1      |